# Dicranomyia obesula
Dicranomyia obesula là một loài ruồi trong họ Limoniidae. Chúng phân bố ở miền Australasia.